# Венжовець (Мазовецьке воєводство)
Венжовець (пол. Wężowiec) — село в Польщі, у гміні Могельниця Груєцького повіту Мазовецького воєводства.
Населення — 164 особи (2011).
У 1975-1998 роках село належало до Радомського воєводства.

## Демографія
Демографічна структура станом на 31 березня 2011 року:
|          | Загалом | Допрацездатний вік | Працездатний вік | Постпрацездатний вік |
| -------- | ------- | ------------------ | ---------------- | -------------------- |
| Чоловіки | 84      | 13                 | 59               | 12                   |
| Жінки    | 80      | 19                 | 43               | 18                   |
| Разом    | 164     | 32                 | 102              | 30                   |